# Dumbrăvița, Bihor
Dumbrăvița este un sat în comuna Holod din județul Bihor, Crișana, România.
Prima atestare documentară a satului datează din anul 1374.

## Vezi și
- Biserica de lemn din Dumbrăvița, Bihor

## Imagini

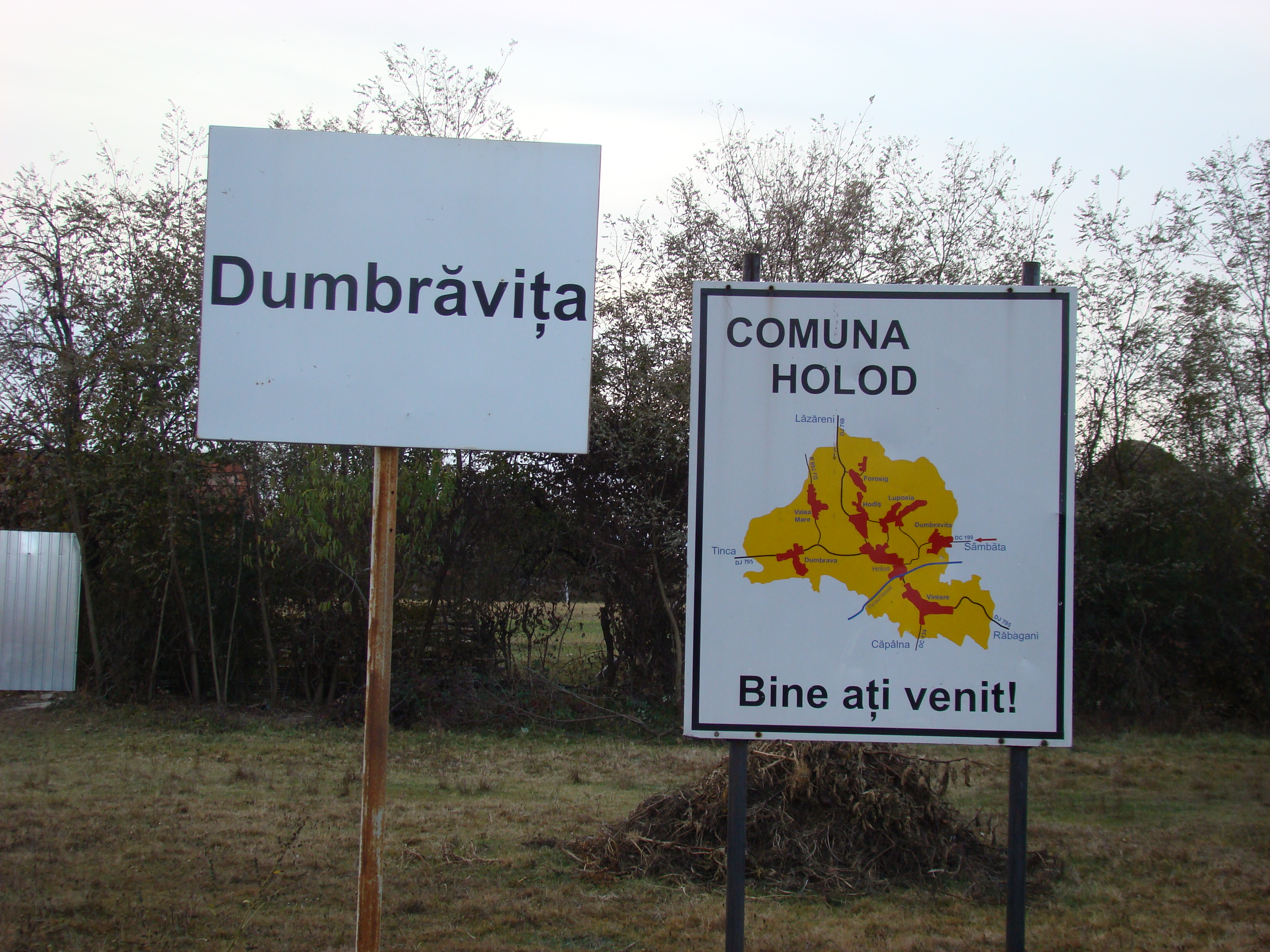
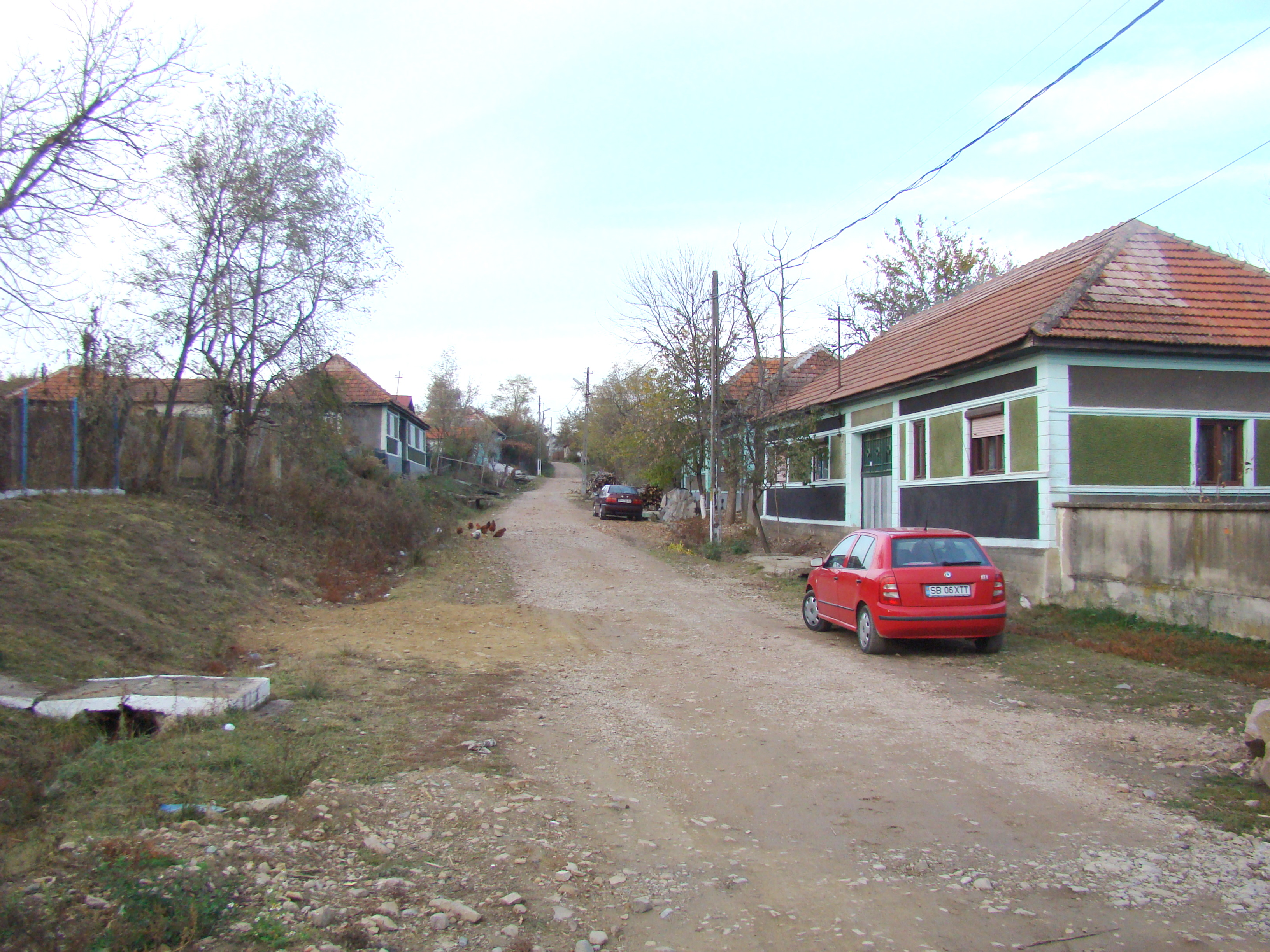
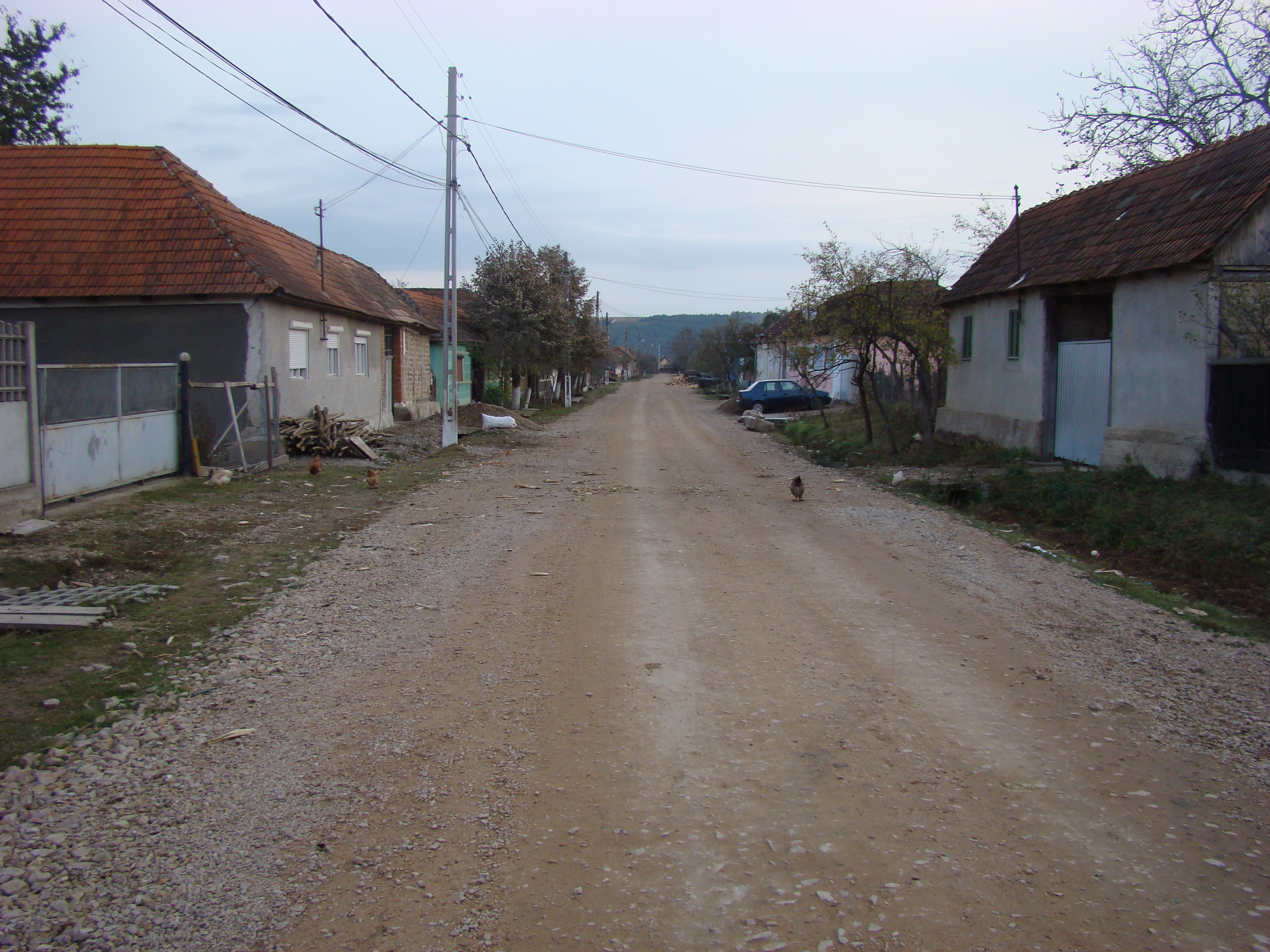
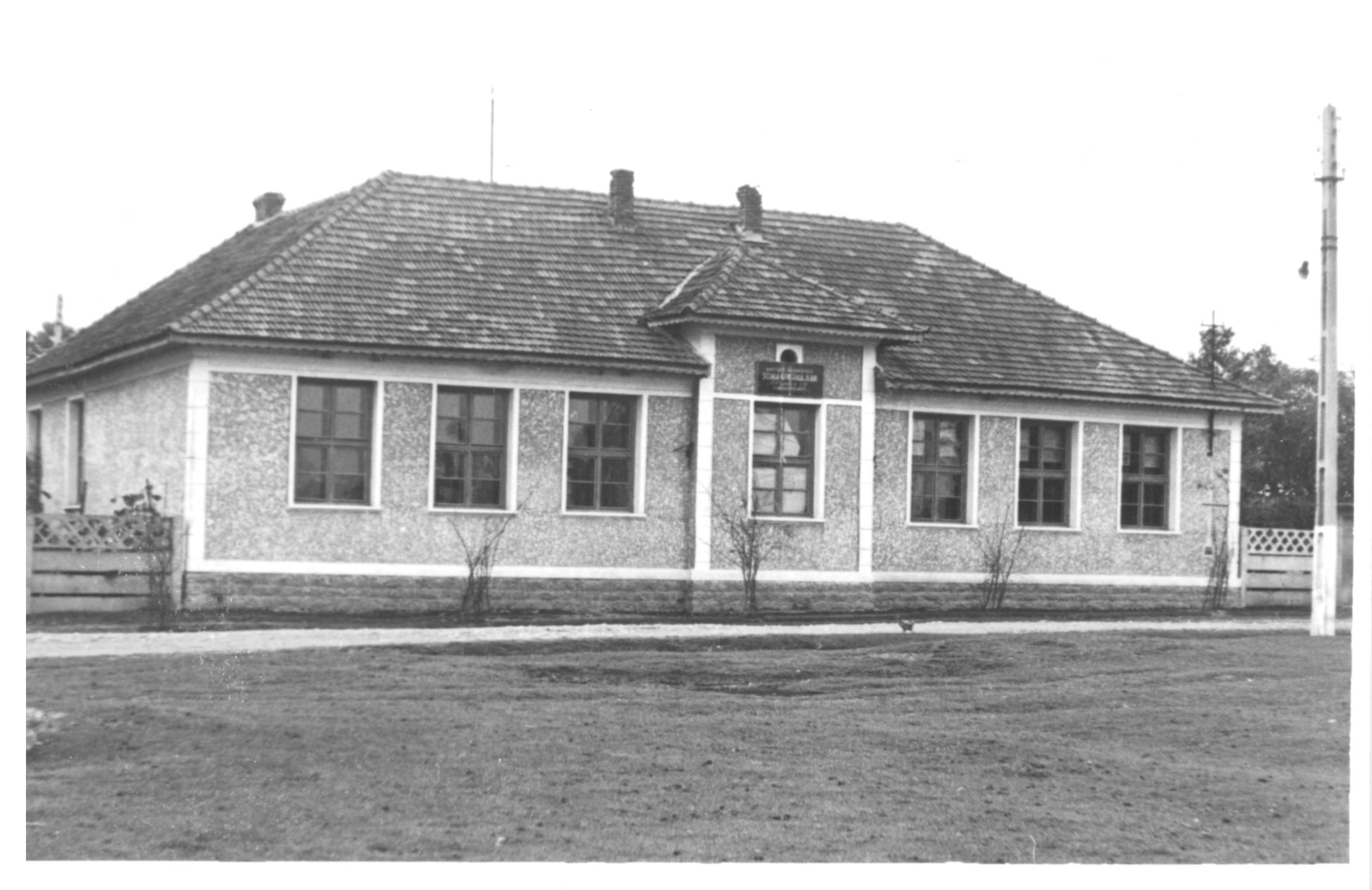
Foto din 1964 cu noua (pe atunci) clădire a Școlii din Dumbrăvița Mică